# Heaven cries for no one
Heaven cries for no one er en dansk dokumentarfilm fra 1988, der er instrueret af Leif Andruszkow.

## Handling
Sub-pop-video performed med Andruszkow & The Act. Ideen er at arbejde visuelt med hvide flader og enkle klare farver, der samkopieres. I optagelserne er overbelysning brugt som basiseffekt. I teksten græder himlen over, at folk forurener verden, men den græder forgæves - for ingen bemærker det.